# NK Branik Šmarje
Nogometni klub Branik Šmarje (tiếng Việt: Câu lạc bộ bóng đá Branik Šmarje), thường hay gọi NK Branik Šmarje hoặc đơn giản Branik Šmarje, là một câu lạc bộ bóng đá Slovenia, thi đấu ở thị trấn Šmarje. Câu lạc bộ được thành lập năm 1951 và hiện tại chỉ thi đấu với đội hình trẻ.

## Danh hiệu
- Giải bóng đá hạng tư quốc gia Slovenia: 1

1992-93
- MNZ Koper Cup: 1

1996